# Тосой
Тосой (кирг. Тосой) — село в Узгенском районе Ошской области Кыргызстана. Входит в состав Заргерского аильного округа. Код СОАТЕ — 41706  255 822 01 0

## Население
По данным переписи 2023 года, в селе нет населения.